# Причал (модуль МКС)
Універсальний вузловий модуль «Причал» (скор.: УМ «Причал», Універсальний модуль) — один із модулів російського сегменту Міжнародної космічної станції, що розроблено ракетно-космічною корпорацією «Енергія». Запуск здійснено 24 листопада 2021 року, стикування відбулось 26 листопада.

## Історія
Ескізні проекти модуля і космічного корабля Прогрес М-УМ (що доставляє його) були затверджені на засіданні науково-технічної ради РКК «Енергія» 13 січня 2011 року. Вузловий модуль «Причал» повинен увійти до складу МКС після припасування до надирному порту Багатофункціонального лабораторного модуля «Наука» (Многофункциональный лабораторный модуль, МЛМ). На орбіту «Причал» планується вивести ракетою-носієм "Союз-2.1 б з космодрому Байконур. Раніше аналогічним способом з використанням РН Союз були доставлені модулі «Пірс» та «Пошук».
УМ виготовили в 2014 році, модуль до доставки на космодром зберігається на території РКК «Енергія».
Від готовності МЛМ залежать терміни запуску до станції вузлового і науково-енергетичного модулів. МЛМ повинен бути пристикований до російського модуля «Звєзда», до «Науки» стикується «Причал», а вже до «Причалу» — науково-енергетичний модуль. За поточними офіційними планами запуск МЛМ планується на грудень 2018 року, вузлового модуля — на листопад 2019 року, науково-енергетичного — на кінець 2019 — початок 2020 року.

## Характеристики
| Характеристика                  | Значення |
| Стартова маса, кг               | 4750     |
| Маса (в складі МКС), кг         | 3890     |
| Маса (вантажів), кг             | 700      |
| Діаметр (сферичного корпусу), м | 3,300    |
| Гермооб'єм, м3                  | 19       |
| Кількість стикувальних вузлів   | 6        |

«Причал» має порти для прийому пілотованих кораблів Союз МС і вантажних Прогрес МС. Один із стикувальних вузлів може трансформуватися. Термін експлуатації модуля не менше 30 років.

## Запуск та експлуатація

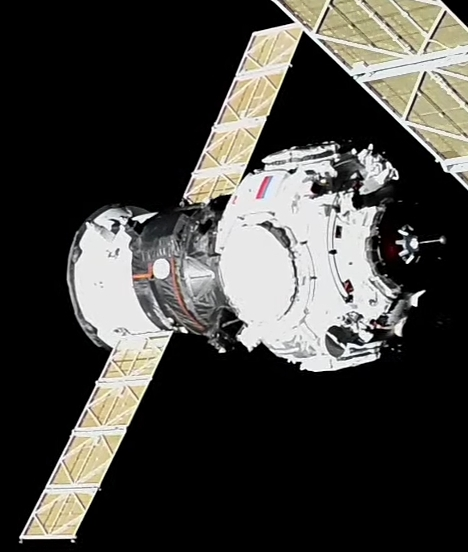
Причал

Запуск здійснено 24 листопада 2021 року за допомогою ракети-носія «Союз-2.1б» у складі вантажного корабля «Прогрес М-УМ».
26 листопада о 15:20:06 (UTC) відбулось стикування модуля «Причал» у складі корабля Прогрес М-УМ до модуля «Наука». За декалька годин космонавти відкрили його люки та перейшли всередину..

## Перспективи
У разі завершення експлуатації МКС в 2024 році Вузловий модуль, а також ще два нових російських модуля — багатофункціональний лабораторний модуль і Науково-енергетичний модуль — можуть бути відстиковані і стати основою російської національної орбітальної станції.